# Gustaw Mikołajczyk
Gustaw Mikołajczyk (ur. 1961) – polski strażak, nadbrygadier, zastępca komendanta głównego Państwowej Straży Pożarnej w latach 2015–2017.

## Życiorys
Urodził się w Kielcach. Od 1981 związany jest z Państwową Strażą Pożarną. Służył między innymi w Kozienicach oraz Pionkach. W 2001 został powołany na stanowisko komendanta miejskiego Państwowej Straży Pożarnej w Radomiu, a we wrześniu 2009 na stanowisko mazowieckiego komendanta wojewódzkiego Państwowej Straży Pożarnej w Warszawie. 4 maja 2011 odebrał akt mianowania na stopień nadbrygadiera z rąk prezydenta RP Bronisława Komorowskiego. Od 21 stycznia 2015 do 22 lutego 2017 był zastępcą komendanta głównego Państwowej Straży Pożarnej. Jest Honorowym Obywatelem Miasta Pionki.